# Trachelipus nodulosus
Trachelipus nodulosus là một loài chân đều trong họ Trachelipodidae. Loài này được Koch miêu tả khoa học năm 1838.